# Sige Dorsa
I Sige Dorsa sono una struttura geologica della superficie di Venere.